# Трекастаньи
Трекастаньи (итал. Trecastagni) — коммуна в Италии, располагается в регионе Сицилия, подчиняется административному центру Катания.
Население составляет 8936 человек (на 2004 г.), плотность населения составляет 452 чел./км². Занимает площадь 18 км². Почтовый индекс — 95039. Телефонный код — 095.
Покровителем коммуны почитается святой Альфий. Праздник ежегодно празднуется 5 мая.